# Вовчий потік
Вовчий потік (словац. Vlčí potok) — річка; ліва притока Сєлніцького потоку, протікає в округах Банська Бистриця і Зволен.
Довжина приблизно 8,0—8,5 км. Витік знаходиться в масиві Малаховське передгір'я — на висоті приблизно 580 метрів.
Протікає територією сіл Бадін; Сєлніца і міста Сляч.. Впадає у Сєлніцький потік на висоті приблизно 295-300 метрів.